# ウィリ・ローファイ
ウィリ・ローファイ（Uili Koloʻofai、1982年9月29日 - ）は、トンガのラグビーユニオン選手。

## プロフィール
- ニュージーランド・オークランド出身[1]。
- ポジションはロック(LO)、フランカー(FL)。
- 身長 198cm、体重 108kg
- トンガ代表キャップは18（2025年5月現在）でワールドカップ2011・2015のトンガ代表に選ばれた[2]。

## 略歴
キングス高校卒業後にオタゴを経て、2009年、コカ・コーラウエストレッドスパークスに加入。同年9月12日に行われたトップリーグ第2節のサントリーサンゴリアス戦に先発出場で日本での公式戦初出場を果たす。
2010年、コカ・コーラウエストレッドスパークス退団後、コロシアティ・パルマ、RCカヴァリエーリ、USコロミエ、ニューカッスル・ファルコンズを経て、2015年、ジャージー・レッズに加入。